# Манёвр огнём
Манёвр огнём — перенос огневого воздействия своих сил в ходе боя с одних участков на другие без смены огневых позиций. 
Манёвр огнём может осуществляться по фронту и/или в глубину, применяется для сосредоточения поражающего эффекта на приоритетных целях или для рассредоточения огня по нескольким распределённым объектам. Рассматривается как один из важных факторов обеспечения огневого превосходства над противником.
В наступательных действиях маневрирование огнём чаще всего используется при боях в глубине вражеской обороны, для подавления его опорных пунктов, прикрытия флангов и предотвращения контрударов. В оборонительных действиях манёвр огнём задействуется для поражения наступающих порядков противника, проведения контрподготовки, поддержки контратак, а также для огневого окаймления вклинившихся группировок врага. Возможности по манёвру огнём, как правило, ограничиваются только дальнобойностью используемого вооружения.